# Houston Stars
De Houston Stars is een voormalige Amerikaanse voetbalclub uit Houston.
De club werd in 1967 opgericht om te spelen in de United Soccer Association. Deze competitie bestond uit geïmporteerde bestaande clubteams die onder een Amerikaanse naam deelnamen. De Houston Stars waren eigenlijk het Braziliaanse Bangu AC. De club was de eerste voetbalclub die haar wedstrijd overdekt speelde in het Astrodome.
In december fuseerde de United Soccer Association met de National Professional Soccer League om de North American Soccer League te vormen. De club hield na één seizoen op te bestaan.

## Per seizoen
| Jaar | League | W  | V  | G | Ptn | Reg. Seizoen          | Playoffs            |
| ---- | ------ | -- | -- | - | --- | --------------------- | ------------------- |
| 1967 | USA    | 4  | 4  | 4 | 12  | 4de, Western Division | Niet gekwalificeerd |
| 1968 | NASL   | 14 | 12 | 6 | 150 | 2de, Gulf Division    | Niet gekwalificeerd |

## Bekende (oud-)spelers
- Leif Nielsen